# 丹尼尔·奥利弗
丹尼尔·奥利弗（英語：Daniel Oliver，1830年2月6日—1916年12月21日），英国植物学家。

## 生平
奥利弗从1860年-1864年曾经是英国皇家植物园标本馆的圖書館員，后来成为标本馆的馆员，直到1890年。从1861年-1888年曾兼任伦敦大学学院的植物学教授。
1864年，他写作了一本植物学基础教材，曾经多次再版，非常适合学校和实验室中的年轻人应用，直到1891年尚在继续出版。